# EAスポーツ
EAスポーツ（英: EA Sports）は、1991年にエレクトロニック・アーツ（EA）が設立した、スポーツゲームを専門とするコンピュータゲームのブランドである。

## 概要
EAスポーツは、EA Sports FCシリーズやNHLシリーズ、マッデンNFLシリーズなどを発売している。2023年6月、EAは会社の再編を発表し、EAスポーツとEAエンターテインメントを事業内の2つの別々の部門とし、カム・ウェーバーが部門の社長に就任した。